# 大井敏夫
大井 敏夫（おおい としお、1916年7月21日 - 2006年8月29日）は、日本の実業家。前郁文堂社長。

## 来歴
1916年（大正5年）7月、東京市本郷区森川町に大井久五郎四男に生まれる。1940年（昭和15年）東京商科大学卒。日本郵船入社。旧帝国陸軍中尉。1945年（昭和20年）3月、大井一族の郷里である長野県佐久市岩尾の大井静江と結婚。
1946年（昭和21年）3月、日本郵船を退社し、父久五郎の創業した郁文堂書店を継いだ。1949年（昭和24年）10月、郁文堂出版有限会社社長。『郁文堂 独和辞典』などドイツ語の学習参考書やドイツ文学関連書籍を数多く刊行した。引退後は郷里佐久の大井氏の家系を研究し、岩尾家譜（現代語訳）を出版した。
大腸がんのため東京都文京区の病院で死去、90歳。